# Dubai Tennis Championships 2007
Dubai Duty Free Men’s Championship and Dubai Duty Free Women’s Championship 2007 тенісні турніри, що проходили на кортах з твердим покриттям у Дубаї (ОАЕ). Належав до серії International Gold в рамках Туру ATP 2007, а також до турнірів 2-ї категорії в рамках Туру WTA 2007. Відбувсь уп'ятнадцяте. Жіночий турнір тривав з 19 до 24 лютого, а чоловічий - з 26 лютого до 4 березня 2007 року.

## Переможці та фіналісти

### Чоловіки. Одиночний розряд
Роджер Федерер —  Михайло Южний, 6–4, 6–3

### Одиночний розряд. Жінки
Жустін Енен —  Амелі Моресмо, 6–4, 7–5

### Парний розряд. Чоловіки
Фабріс Санторо /  Ненад Зімоньїч —  Магеш Бгупаті /  Радек Штепанек, 7–5, 6–7(3–7), [10–7]

### Парний розряд. Жінки
Кара Блек /  Лізель Губер —  Світлана Кузнецова /  Алісія Молік, 7–6(7–5), 6–4